# Curug Agung
Curug Agung is een bestuurslaag in het regentschap Serang van de provincie Banten, Indonesië. Curug Agung telt 2356 inwoners (volkstelling 2010).